# Komdan Orju állomás
Komdan Orju (Geomdan Oryu) állomás az incshoni (incheoni) 2-es metrónak az állomása, mely Incshon (Incheon)ban található.

## Viszonylatok
| Incshon (Incheon) 2 | Incshon (Incheon) 2 | Incshon (Incheon) 2                   |
| ------------------- | ------------------- | ------------------------------------- |
| végállomás          | fő vonal            | Vanggil (Wanggil) Unjon (Unyeon) felé |